# Anton von Werner
Anton Alexander von Werner, född den 9 maj 1843 i Frankfurt an der Oder, död den 4 januari 1915 i Berlin, var en tysk målare. 

## Biografi
Som fattig gosse började han i målarlära och lyckades vid 15 års ålder bli elev vid akademien i Berlin, övergick 1862 till Karlsruhe, där han hade C.F. Lessing och Adolf Schrödter till lärare. En dristig försökare, ägnade han sig åt historiemåleri (Luther inför Cajetanus, 1865, Konradin i fängelset, 1866, Luther på riksdagen i Worms och De frivilliges upprop 1813, båda väggmålningar i gymnasiet i Kiel) och åt genremålning (Klosterliv, En kvartett med flera), blev därjämte en produktiv och ansedd illustratör (Scheffels "Gaudeamus", "Der Trompeter von Säckingen" och "Ekkehard", Herders "Cid", dramer av Schiller med flera). 
Under kriget 1870-1871 besökte han krigsskådeplatsen, uppehöll sig i tyska högkvarteret och fick möjlighet att på nära håll iaktta historiska händelser och personligheter samt göra en mängd specialstudier. Vid kejsar Vilhelms och truppernas intåg i Berlin 1871 väckte von Werners allegoriska dekoration Strid och seger stor förtjusning. Han fick sedan i uppdrag att pryda Siegessäule med en komposition över segern (den utfördes i glasmosaik av Salviati). I en följd större och mindre målningar blev han det stora krigets krönikör. 
Bland dessa kompositioner kan nämnas - förutom flera stridsscener - Moltke i sitt arbetsrum i Versailles (1872, Kunsthalle i Hamburg), Kejsarproklamationen i Versailles (fullbordad 1876, i slottet i Berlin, en annan, mindre komposition - ofta reproducerad - i Zeughaus), Sedanpanorama (1883), Överläggningen om kapitulationen vid Sedan (1885), Bismarcks möte med Napoleon III på vägen vid Donchery och Kronprins Friedrich vid general Douays lik (1890). 
I allmänhet har dessa bilder sitt intresse huvudsakligast som historiska dokument, ett ögonvittnes inregistrering av fakta. Ceremonibilderna har från tyskt håll blivit omtalade som torra och nyktra, gott iakttagna och målade med pinsam exakthet, men saknande konstnärlig schwung. Till dessa sluter sig från de senare åren den stora gruppbilden Berlinkongressen 1878 (i Rådhuset i Berlin), Dop inom kejsarfamiljen, Vilhelm II öppnar sin första riksdag (1893), Vilhelm II lyckönskar Moltke på hans 90-årsdag (1896, förekom på Stockholmsutställningen 1897). 
En ceremonibild med motiv från historisk tid är Fredrik I:s kröning i Königsberg (väggmålning i Zeughaus). Ett par mycket populära genrebilder från det stora kriget är Krigsfångar (en fången fransman omfamnar sin hustru till avsked, medan en tysk soldat bär deras barn på sina armar, 1886) och I etappkvarter framför Paris (tyska officerare idkar musik i ett franskt lantslott, 1894, Berlins nationalgalleri). 
von Werner målade även porträtt (Scheffel, 1870, självporträtt i Uffizi-galleriet), altartavlor, dekorativa renässansmotiv i café Bauer, panoramor och diaramor. Han blev direktör för Berlins konstakademi 1875, excellens och verkligt geheimeråd med mera 1902 blev han ledamot av svenska konstakademien. Som författare uppträdde von Werner med Geschichte der königlichen akademischen Hochschule für die bildenden Künste in Berlin 1896) och utgav samma år sina direktörstal vid akademien (Ansprachen und reden... seit 1875). Erlebnisse und Eindrücke 1870-1890 utkom 1913. 

## Bildgalleri

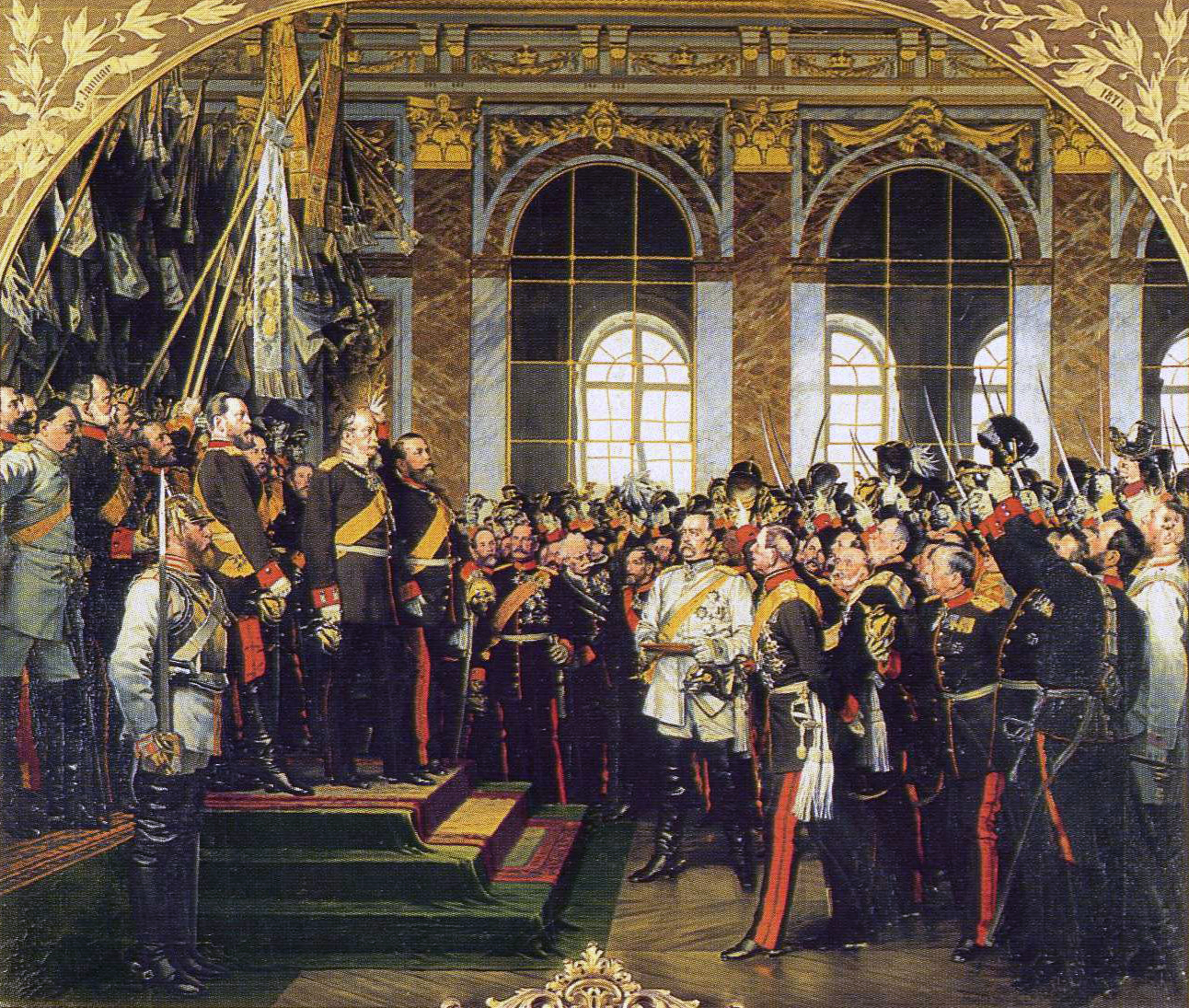
Proklamierung des Deutschen Kaiserreiches (1877).